# Ulf Pettersson
Ulf Gösta Pettersson, född 24 september 1942 i Nyköpings västra församling, död 16 november 2024 i Uppsala, var en svensk forskare i medicinsk genetik.

## Biografi
Pettersson disputerade 1970 vid Uppsala universitet, där han var seniorprofessor i medicinsk genetik. Han var vicerektor 2002–2008 samt Östgöta nations i Uppsala inspektor 2005–2012. Han ledde forskargruppen Fosfoproteomik vid Rudbecklaboratoriet i Uppsala. Forskningen finansieras av Beijerlaboratoriet. 
Pettersson blev ledamot av Kungliga Vetenskapsakademien 1985  och från 1996 utländsk ledamot av Finska Vetenskaps-Societeten.